# Schweizer Truppen in österreichischen Diensten

Banner des Heiligen Römischen Reiches
(Moderne Rekonstruktion)

Es befanden sich 1690–1801 sechzehn Schweizer Truppen in österreichischen Diensten, darunter eine Schweizergarde.
Sie dienten, teilweise fremdfinanziert, den Habsburgern, neben zahlreichen Schweizer Söldnern, im Spanischen, im Polnischen und im Österreichischen Erbfolgekrieg sowie in deren schier endlosen Auseinandersetzungen mit Frankreich.
Schweizer Truppen in fremden Diensten hiess der von Behörden der Schweizer Eidgenossenschaft mit Staatsverträgen geregelte Solddienst von geführten, ganzen Truppenkörpern im Ausland.
Diese Verträge enthielten ein Kapitel, das die militärischen Angelegenheiten regelte: die sogenannte Kapitulation (oder Privatkapitulation, wenn einer der Vertragspartner ein privater Militärunternehmer war).

## Übersicht der Schweizer Truppen in österreichischen Diensten
| Erzherzogtum Österreich 1453–1806 |                   |           |
| #aus | Bezeichnung       | Jahr      |
| Graf Sigismund von Tirol 1427–1496 Titularerzherzog von Österreich 1477–1496 Regent von Oberösterreich 1439–1490                                |                   |           |
| |                   |           |
| Heiliges Römisches Reich 962–1705 |                   |           |
| Erzherzog Maximilian I. 1493–1519 Herzog iure uxoris von Burgund 1477–1482 Römisch-deutscher König 1486–1508 Römisch-deutscher Kaiser 1508–1519 |                   |           |
| |                   |           |
| Erzherzog Ferdinand I. 1521–1564 Römisch-deutscher Kaiser 1558–1564                                                                             |                   |           |
| |                   |           |
| Erzherzog Leopold I. 1657–1705 Römisch-deutscher Kaiser 1658–1705                                                                               |                   |           |
| 1 | Regiment Bürkli   | 1691–1699 |
| 2 | Regiment Erlach   | 1702–1717 |
| 3 | Regiment Nideröst | 1702–1717 |
| 4 | Bataillon Buol    | 1704–1708 |

| Heiliges Römisches Reich 1705–1745                               |                       |           |
| #aus                                                             | Bezeichnung           | Jahr      |
| Erzherzog Joseph I. 1705–1711 Römisch-deutscher Kaiser 1705–1711 |                       |           |
| 5                                                                | Regiment Buol         | 1708–1714 |
| Erzherzog Karl VI. 1711–1740 Römisch-deutscher Kaiser 1711–1740  |                       |           |
| 6                                                                | Regiment Schauenstein | 1734–1739 |
| 7                                                                | Regiment Schmid       | 1734–1736 |
| 8                                                                | Regiment Nideröst     | 1734–1736 |
| Erzherzogin Maria Theresia 1740–1780                             |                       |           |
| 9                                                                | Regiment Sprecher     | 1743–1749 |

| Heiliges Römisches Reich 1745–1806                                                                                          |                                |           |
| #aus | Bezeichnung                    | Jahr      |
| Erzherzogin Maria Theresia 1740–1780 Römisch-deutsche Kaiserin 1745–1765                                                    |                                |           |
| Herzog Franz I. Stephan Herzog von Lothringen 1729–1736 Großherzog der Toskana 1736–1765 Römisch-deutscher Kaiser 1745–1765 |                                |           |
| 10 | Kompanie Hundertschweizer      | 1745–1767 |
| |                                |           |
| Erzherzog Franz II. 1792–1835 Römisch-deutscher Kaiser 1792–1806                                                            |                                |           |
| 11 | Emigranten-Regiment Rovéréa    | 1799–1801 |
| 12 | Emigranten-Regiment Bachmann   | 1799–1801 |
| 13 | Emigranten-Regiment Salis      | 1799–1801 |
| 14 | Emigranten-Regiment Paravicini | 1799      |
| 15 | Emigranten-Bataillon Courten   | 1800–1801 |
| 16 | Freikorps Managhetta           | 1799–1801 |

| - Haus Habsburg - Sigismund - Maximilian I. - Ferdinand I. - Leopold I. - Joseph I. - Karl VI. - Maria Theresia |                                  |
| - Haus Habsburg-Lothringen - Maria Theresia - Franz I. Stephan - Franz II. - Franz von Thugut Minister          | - Herzogtum Lothringen - Karl V. |

## Verdrängung aus den alten Stammlanden

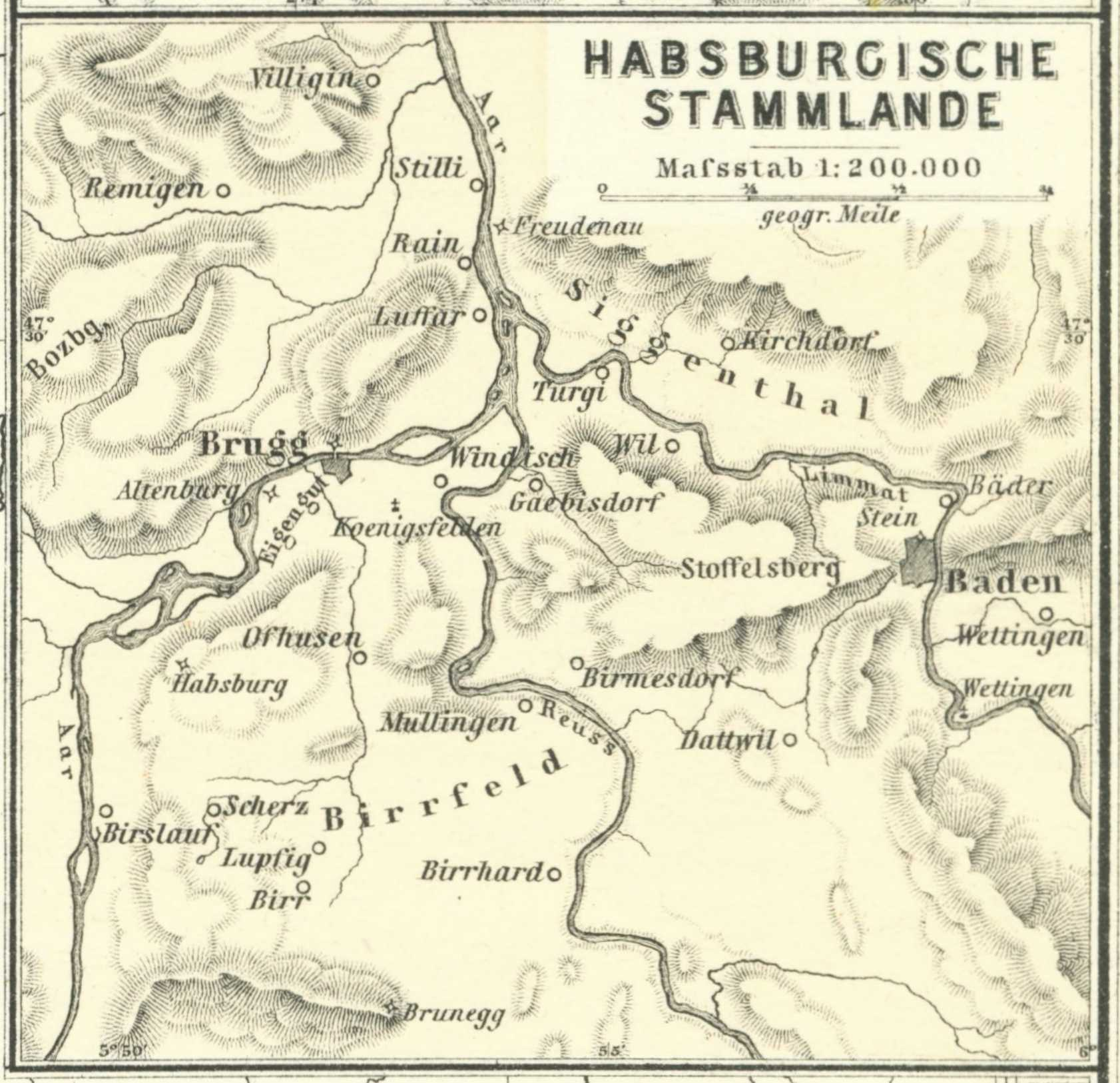
Habsburgische Stammlande
(Karte von 1880)

1474 beendete Herzog Sigismund von Tirol einen langen Konflikt mit den Eidgenossen.
Er vereinbarte mit den Acht Orten und ihren Zugewandten ein Bündnis, die «Ewige Richtung». Darin verzichtete er auf die habsburgischen Stammlande in der Eidgenossenschaft und sicherte sich deren Beistand gegen Sold.
Die Kapitulation der Eidgenossen von 1480 mit Frankreich, und besonders dessen finanzielle Möglichkeiten, verhinderten jedoch längere Zeit eine militärische Annäherung.
1557 wurde die «Ewige Richtung» von Kaiser Ferdinand I. mit den nun Dreizehn Orten erneuert (bestätigt alle 10 Jahre).
Zwar hatten unter den Landsknechten Maximilians I. auch eine grosse Anzahl Schweizer Söldner in Burgund, in den Niederlanden und in Italien gekämpft: 1496 hatten ihm Bern und Uri die Werbung von 4'000 und 1516 alle Dreizehn Orte von 15'000 Mann bewilligt.
Es dauerte aber bis nach dem Angriff Frankreichs Ludwig XIV. 1672 auf die Niederlande und dem Stimmungsumschwung in der Eidgenossenschaft, bis der streng katholische Kaiser Leopold I. mit den Eidgenossen eine Kapitulation mit Truppenaushebung erreichte.

## Spanischer Erbfolgekrieg
1690 waren die Dreizehn Orte endlich bereit, mit dem Kaiser eine Kapitulation für eine Schweizer Truppe in österreichischen Diensten abzuschliessen. 1702, nach Ausbruch des Spanischen Erbfolgekrieges, doppelten sie nach. 1704 folgte Graubünden.
| Bezeichnung, Einsatzdauer         | (1aus) Regiment Bürkli 1691–1699 | (1aus) Regiment Bürkli 1691–1699 |  |
| Jahr, Vertragspartner             | 1690, Kapitulation der Dreizehn Orte mit Nikolaus Graf von Lodron, Botschafter von Kaiser Leopold I. |                                  |  |
| Bestand, Formation                | 1 Regiment von 1'700 Mann in 10 Kompanien, die Uniform grauweiss mit roter Weste und roten Aufschlägen. |                                  |  |
| Herkunft Kader, Truppe            | Zürich, Bern, Luzern, Basel, Schaffhausen, Freiburg und der Fürstabt von St. Gallen, Cölestin Sfondrati, stellten je eine ganze sowie Uri, Schwyz, Obwalden, Zug, Appenzell-Innerrhoden und Glarusreformiert je eine halbe Kompagnie. Es handelte sich um eine religiös gemischte, gesamteidgenössische Truppe mit 5½ katholischen und 4½ reformierten Kompanien. |                                  |  |
| Besitzer, Kommandant, Namensgeber | Johann Heinrich Bürkli von Trüllikon (Zürich). |                                  |  |
| Einsatz, Ereignisse               | Besatzungsdienst in den Städten Waldshut, Laufenburg, Säckingen, Rheinfelden, Konstanz, Bregenz und weiteren Orten. Bürkli wurde gar zum Gouverneur der Waldstädte in Vorderösterreich ernannt. |                                  |  |

| Bezeichnung, Einsatzdauer         | (2aus) Regiment Erlach 1702–1717 | (2aus) Regiment Erlach 1702–1717 |  |
| Jahr, Vertragspartner             | 1702, Kapitulation der Dreizehn Orte mit Franz Ehrenreich Graf von Trauttmannsdorff, Botschafter von Kaiser Leopold I. |                                  |  |
| Bestand, Formation                | 1 reformiertes Regiment von 1'080 Mann in 3 Bataillonen mit 4 Kompanien zu 90 Mann. |                                  |  |
| Herkunft Kader, Truppe            | Aus Bern 6, Basel 2, Glarus 1, Schaffhausen 1, Freiburg 1 und Appenzell-Ausserrhoden 1 Kompanie. |                                  |  |
| Besitzer, Kommandant, Namensgeber | 1702, Hieronymus von Erlach aus Bern (1734 wurde bekannt, dass er, von Ludwig XIV. wegen Bigamie erpresst, während des Spanischen Erbfolgekrieges als Informant Frankreichs unter dem Decknamen Baron d'Elcin wesentlich zu dessen Sieg beigetragen hatte); 1715, Johann Franz Tillier aus Bern.                       |                                  |  |
| Einsatz, Ereignisse               | Einsatz meist in Vorderösterreich und in Freiburg i/B, selten in den Waldstädten. Es zeichnete sich aus in der Sicherung von Konstanz gegen die Bayern und in der Verteidigung von Breisach, Altbreisach und Freiburg i/B gegen die Franzosen. Das Regiment soll über eine «Banda» von 8–10 Hautboisten verfügt haben. |                                  |  |

| Bezeichnung, Einsatzdauer         | (3aus) Regiment Nideröst 1702–1717 | (3aus) Regiment Nideröst 1702–1717 |
| Jahr, Vertragspartner             | 1702, Kapitulation der Dreizehn Orte mit Franz Ehrenreich Graf von Trauttmannsdorff, Botschafter von Kaiser Leopold I.                                      |                                    |
| Bestand, Formation                | 1 katholisches Regiment von 720 Mann in 2 Bataillonen von 4 Kompanien zu 90 Mann.                                                                           |                                    |
| Herkunft Kader, Truppe            | Aus Schwyz 3, Obwalden 1, Freiburg 2 und vom Fürstabt von St. Gallen, Leodegar Bürgisser, 2 Kompanien.                                                      |                                    |
| Besitzer, Kommandant, Namensgeber | 1702, Franz Leodegar von Nideröst aus Schwyz gemeinsam mit François Romain de Diesbach aus Freiburg; 1712, François Romain de Diesbach aus Freiburg allein. |                                    |
| Einsatz, Ereignisse               | Einsatz in den Waldstädten und Vorderösterreich. Das Regiment nahm an der Verteidigung von Neuenburg a/R und Säckingen gegen Frankreich teil.               |                                    |

Die Truppen der Eidgenossenschaft konnten nur defensiv in Vorderösterreich verwendet werden. Graubünden hingegen bewilligte 1704 Einheiten, die auch ausserhalb der Waldstädte und offensiv eingesetzt werden durften.
| Bezeichnung, Einsatzdauer         | (4aus) Bataillon Buol 1704–1708                                                                                     | (4aus) Bataillon Buol 1704–1708 |
| Jahr, Vertragspartner             | 1704, Kapitulation von Graubünden mit Franz Ehrenreich Graf von Trauttmannsdorff, Botschafter von Kaiser Leopold I. |                                 |
| Bestand, Formation                | 1 Bataillon von 680 Mann in 1 Leibkompanie zu 160 und 4 Kompanien zu 130 Mann, gebildet in Meran.                   |                                 |
| Herkunft Kader, Truppe            | Aus Graubünden. |                                 |
| Besitzer, Kommandant, Namensgeber | 1704, Johann Anton Buol von Rietberg und Strassberg aus Parpan (Graubünden).                                        |                                 |
| Einsatz, Ereignisse               | Einsatz in der Oberpfalz und in Italien.                                                                            |                                 |

| Bezeichnung, Einsatzdauer         | (5aus) Regiment Buol 1708–1714 | (5aus) Regiment Buol 1708–1714 |
| Jahr, Vertragspartner             | 1708, Kapitulation von Graubünden mit Franz Ehrenreich Graf von Trauttmannsdorff, Botschafter von Kaiser Leopold I. |                                |
| Bestand, Formation                | 1 Regiment von 1'600 Mann in 12 Kompanien. |                                |
| Herkunft Kader, Truppe            | Das Bataillon Buol ergänzt mit einem zweiten Bataillon aus Graubünden. |                                |
| Besitzer, Kommandant, Namensgeber | 1708, Johann Anton Buol von Rietberg und von Strassberg (* 1671, † 1717 Wien, im Duell getötet, 1708 Ernennung zum Obersten durch Kaiser Leopold I., 1708 Landrichter und Haupt des Oberen Bundes, wurde zuletzt Generalmajor und k. k. Generalfeldwachtmeister) aus Parpan (Graubünden). |                                |
| Einsatz, Ereignisse               | Das Regiment diente unter dem österreichischen Feldherrn Prinz Eugen von Savoyen in Spanien. |                                |

Nachdem im Rastatter Friede 1714, der den Spanischen Erbfolgekrieg beendete, die Lombardei wieder dem österreichischen Habsburger Kaiser Karl VI. zugesprochen worden war, gelang es diesem 1726, die vom spanischen Habsburger Philipp IV. 1639 mit Graubünden abgeschlossene Mailänder Konvention zu erneuern.
Aus dem im Dom zu Mailand beidseitig feierlich beschworenen Bündnis folgten die Aushebungen in Graubünden von 1734 und 1743.

## Polnischer Thronfolgekrieg
Der Polnische Thronfolgekrieg wurde in Polen, am Rhein und in Italien, wo Österreich seine Position zu behaupten hatte, ausgetragen. Der Kaiser verstärkte sein Heer auch mit Schweizer Truppen. Spätestens nach dem Friedensschluss von Wien 1738 wurden sie wieder entlassen.
| Bezeichnung, Einsatzdauer         | (6aus) Regiment Schauenstein 1734–1739 | (6aus) Regiment Schauenstein 1734–1739 |
| Jahr, Vertragspartner             | 1734, Kapitulation von Graubünden mit Johann Anton Graf von Prié, Botschafter von Kaiser Karl VI.                                                                                         |                                        |
| Bestand, Formation                | 1 Regiment von 1'600 Mann in 2 Bataillonen. Von den 12 Kompanien war die Oberstenkompanie 170 Mann, die restlichen 11 130 Mann stark. Das Regiment wurde in Feldkirch und Meran gebildet. |                                        |
| Herkunft Kader, Truppe            | Aus Graubünden. |                                        |
| Besitzer, Kommandant, Namensgeber | Thomas Franz von Schauenstein aus Trin (Graubünden). |                                        |
| Einsatz, Ereignisse               | Das Regiment kam im Tirol und als Besatzung in Mantua zum Einsatz. Es wurde 1739 in Cremona entlassen.                                                                                    |                                        |

| Bezeichnung, Einsatzdauer         | (7aus) Regiment Schmid 1734–1736/(1740) | (7aus) Regiment Schmid 1734–1736/(1740) |
| Jahr, Vertragspartner             | 1734, Kapitulation der Dreizehn Orte und von Bern zusätzlich mit Johann Anton Graf von Prié, Botschafter von Kaiser Karl VI. |                                         |
| Bestand, Formation                | 1 reformiertes Regiment von 12 Kompanien von 90 bzw. 130 Mann für den Friedens- bzw. Kriegsfall. |                                         |
| Herkunft Kader, Truppe            | Aus Bern 3, Zürich 3, Basel und Schaffhausen je 2 und Glarusreformiert sowie Appenzell-Ausserrhoden je 1 Kompanie. |                                         |
| Besitzer, Kommandant, Namensgeber | 1734, Oberst Kaspar Schmid von Goldenberg (1636 durch Kaiser Karl VI. zum k. k. Generalfeldwachtmeister ernannt) aus Zürich. |                                         |
| Einsatz, Ereignisse               | Das Regiment lag in Garnison in Konstanz, Freiburg i/B, Laufenburg, Rheinfelden, Waldshut und in den Waldstädten ohne Feindkontakt. Es wurde 1736 abgedankt, wobei die drei Berner Kompanien noch bis 1740 in kaiserlichen Diensten verblieben. |                                         |

| Bezeichnung, Einsatzdauer         | (8aus) Regiment Nideröst 1734–1736 | (8aus) Regiment Nideröst 1734–1736 |
| Jahr, Vertragspartner             | 1734, Kapitulation der Dreizehn Orte mit Johann Anton Graf von Prié, Botschafter von Kaiser Karl VI.                                                              |                                    |
| Bestand, Formation                | 1 katholisches Regiment von 12 Kompanien von 90 bzw. 130 Mann für den Friedens- bzw. Kriegsfall.                                                                  |                                    |
| Herkunft Kader, Truppe            | Aus den katholischen Kantonen Luzern 2, Schwyz 2, Zug 3, Uri, Obwalden, Nidwalden, Solothurn und vom Fürstabt von St. Gallen, Joseph von Rudolphi, je 1 Kompanie. |                                    |
| Besitzer, Kommandant, Namensgeber | 1734, Franz Anton Nideröst von Schwyz, Sohn des Kommandanten des Regiments von 1702.                                                                              |                                    |
| Einsatz, Ereignisse               | Einsatz in den Waldstädten, in Freiburg i/B, im Breisgau und in Konstanz ohne Feindberührung.                                                                     |                                    |

## Österreichischer Erbfolgekrieg
Als 1740 auch der letzte österreichische Habsburger, Kaiser Karl VI., 1740 ohne männlichen Erben starb, hatte sich seine gemäss der Pragmatischen Sanktion vorgesehene Nachfolgerin und Tochter, Maria Theresia, gegen gleich drei weitere Bewerber um sein Erbe zu behaupten. Im Frieden von Aachen 1748 musste Österreich jedoch schliesslich einzig Schlesien Preussen überlassen und Maria Theresia hatte sich als Erbin durchgesetzt. Sie wurde dabei auch von einem Bündner Regiment unterstützt.
| Bezeichnung, Einsatzdauer         | (9aus) Regiment Sprecher 1743–1749 | (9aus) Regiment Sprecher 1743–1749 |
| Jahr, Vertragspartner             | 1734, Kapitulation von Graubünden mit Johann Anton Graf von Prié, Botschafter von Kaiser Karl VI.                                                                 |                                    |
| Bestand, Formation                | 1 Regiment von 2'300 Mann in 3 Bataillonen mit 5 Kompanien von 140 Mann sowie 2 Grenadier-Kompanien mit 100 Mann. Es wurde in Feldkirch und in Meran aufgestellt. |                                    |
| Herkunft Kader, Truppe            | Aus Graubünden. |                                    |
| Besitzer, Kommandant, Namensgeber | 1743, Salomon Sprecher von Bernegg von Chur. |                                    |
| Einsatz, Ereignisse               | Das Regiment kämpfte im Österreichischen Erbfolgekrieg in Mittelitalien und in Oberitalien erfolgreich gegen den König beider Sizilien.                           |                                    |

Bereits 1736 hatte Maria Theresia den Herzog Franz Stephan von Lothringen geheiratet. Dieser brachte dabei seine lothringische Schweizergarde, mit Zustimmung der katholischen Orte, nach Wien mit.
Franz Stephan hatte zu Gunsten der Heirat mit Maria Theresia auf das Herzogtum Lothringen und Bar verzichtet.
Er erhielt als Apanage dabei die Anwartschaft auf das Grossherzogtum Toskana, das er ein Jahr später, nach dem Tod des letzten Medici, in habsburgischer Sekundogenitur übernahm. Ab 1739 lebte das Paar in Wien; das Grossherzogtum Toskana wurde von Beamten als eine seiner Finanzquellen verwaltet.
Als Karl VI. 1740 starb, ging der Kaiserthron an den kurbayrischen Wittelsbacher Karl VII.
Franz Stephan, Grossherzog der Toskana, wurde zum Mitregenten von Maria Theresia. Als Erbtochter Karls VI., war sie nun Erzherzogin von Österreich sowie Königin von Ungarn und Böhmen und damit zur Herrscherin über die Habsburgischen Erblande geworden.
Damit nicht genug: Als 1745 Karl VII. bereits starb, wurde Franz Stephan in Frankfurt am Main zum Kaiser des Heiligen Römischen Reiches Deutscher Nation gekrönt. Er war also in nur neun Jahren vom einfachen Herzog zum mächtigsten Kaiser Europas und Begründer der Dynastie Habsburg-Lothringen aufgestiegen.
| Bezeichnung, Einsatzdauer         | (10aus) Kompanie Hundertschweizer 1745–1767 | (10aus) Kompanie Hundertschweizer 1745–1767 |
| Jahr, Vertragspartner             | siehe Schweizer Truppen in lothringischen Diensten. |                                             |
| Bestand, Formation                | 1760 bestand die Kompanie Hundertschweizer aus 141 Mann: 1 Hauptmann, 2 Leutnants, 1 Fähnrich, 3 Wachtmeister, 1 Schreiber, 1 Fourier, 1 Arzt, 1 Profos, 3 Tambouren, 1 Pfeifer, 5 Korporale und 121 Gardisten. |                                             |
| Herkunft Kader, Truppe            | Nominell aus den katholischen Kantonen der Schweiz mit Schwergewicht aus Luzern, die Offiziere beinahe immer aus (der Stadt) Luzern. |                                             |
| Besitzer, Kommandant, Namensgeber | 1745, Hauptmann Alphons Franz Pfyffer von Altishofen; 1753, Oberleutnant Fridolin Leonz Hartmann. |                                             |
| Einsatz, Ereignisse               | Die Schweizer Garde begleitete Franz Stephan 1737 von Nancy nach Florenz und 1745 von da nach Wien. Sie nahm an seiner Kaiserkrönung in Frankfurt am Main teil und führte in Wien, im Schweizertrakt der Hofburg untergebracht, ein geruhsames Leben mit Wachtdienst und als Repräsentationstruppe an Paraden und zeremoniellen Anlässen. Erst nach dem Tode von Kaiser Franz I. im Jahr 1765 wurde sie von seinem Sohn und Nachfolger Joseph II., einem Anhänger des aufklärerischen Absolutismus mit reformorientiertem Geist, 1767 endgültig aufgelöst. Maria Theresia setzte sich für die Weiterbeschäftigung oder Entschädigung der Entlassenen, ihrer Angehörigen und Hinterbliebenen ein. Als sie 1780 starb, wurden die noch laufenden Pensionen gekürzt, was in der Schweiz noch zu einigen diplomatischen Nachwehen mit Österreich führte |                                             |

## Koalitionskriege
1797 beendete der Frieden von Campo Formio den Ersten Koalitionskrieg des revolutionären Frankreich gegen das militärisch geschlagene Österreich.
Da entstand 1798 unter der Leitung des österreichischen leitenden Ministers Franz von Thugut am kaiserlichen Hof in Wien ein Plan, der schliesslich zur Finanzierung von mehreren Schweizer Emigranten-Regimentern im österreichischen Heer in englischem Solde führte.
| Bezeichnung, Einsatzdauer         | (11aus) Emigranten-Regiment Rovéréa 1799–1801 (12aus) Emigranten-Regiment Bachmann 1799–1801 (13aus) Emigranten-Regiment Salis 1799–1801 (14aus) Emigranten-Regiment Paravicini 1799 (15aus) Emigranten-Bataillon Courten 1800–1801 (16aus) Freikorps Managhetta 1799–1801 | (11aus) Emigranten-Regiment Rovéréa 1799–1801 (12aus) Emigranten-Regiment Bachmann 1799–1801 (13aus) Emigranten-Regiment Salis 1799–1801 (14aus) Emigranten-Regiment Paravicini 1799 (15aus) Emigranten-Bataillon Courten 1800–1801 (16aus) Freikorps Managhetta 1799–1801 |
| Jahr, Vertragspartner             | 1798, Plan Thugut. | |
| Bestand, Formation                | 4 Regimenter und 1 Bataillon zwischen 300 und 1'300 Mann sowie ein Freikorps von schwankender Grösse. | |
| Herkunft Kader, Truppe            | Mehrheitlich Emigranten und Milizen aus der Schweiz. | |
| Besitzer, Kommandant, Namensgeber | - 1799, Oberst Ferdinand Isaak de Rovéréa (siehe Weblinks) aus Vevey. - 1799, Generalmajor Niklaus Franz von Bachmann (ex sardinisch-piemontesischer Dienst) aus Näfels Kanton Glarus. - 1799, Generalleutnant Anton von Salis-Marschlins von Igis in Graubünden als Besitzer. Er führte, auslandabwesend, das Regiment nicht selber. Oberstleutnant Josef Vinzenz von Salis-Samaden hatte das Kommando. - 1799, Emil Paravicini aus Glarus. - 1800, Oberstleutnant Eugène de Courten aus Siders. - 1799, Der kaiserlich-königliche Rittmeister Managhetta von Lerchenau aus einem Adelsgeschlecht aus Niederösterreich. | |
| Einsatz, Ereignisse               | Diese Schweizer Truppen in englischem Sold in österreichischen Diensten kämpften ab 1799 im Zweiten Koalitionskrieg, der die Schweiz zum weitflächig verheerten Kriegsschauplatz werden liess, als Teil der alliierten Streitkräfte in der Ersten und Zweiten Schlacht bei Zürich dann allerdings vergeblich gegen die französische Besetzung des Landes. Der Friede von Lunéville 1801 liess die Schweiz trotzdem als «helvetische» französische Tochterrepublik zurück. Die Geschichte der Regimenter Rovéréa, Bachmann, Salis und Paravicini, des Bataillons Courten und des Freikorps Managhetta endete weit von der Schweiz entfernt. Der Vertrag von Lunéville verlangte den Rückzug der kaiserlichen Truppen weit nach Osten: für die Schweizer Verbände hiess das in die Untersteiermark, wo sie entlassen wurden. Der Marsch dorthin war eine extreme Leistung, mit entsprechenden Verlusten durch Krankheit, Wundbrand, Tod durch Erschöpfung und Desertion. Zu guter Letzt brach noch eine Typhusepidemie aus. Frankreich hatte gesiegt. Wer heimkehren wollte, bekam in Maribor seine Entlassungspapiere, die Offiziere und Unteroffiziere eine anständige Abgangsregelung. | |

Diese Emigranteneinheiten waren die letzten Schweizer Truppen in österreichischen Diensten.